# Triton (1779)
Triton var en kronojakt i svenska flottan. Hon var ett segelfartyg, byggd i trä och sjösattes 1779.

## Långresa

### 1784–1785
Resan avsåg att besöka Saint Barthélemy i Västindien som förvärvats av Sverige 1784. Fartygschef var fänrik Aaron Johan du Bordieu.
Efter att ha avseglat från Karlskrona möttes hon direkt av dåligt väder med hårda vindar och fick söka skydd i Matvik. Fortsatta stormar därefter tvingade henne att gå in till Köpenhamn för riggreparationer. Hon besökte sedan Göteborg för lastning av timmer, fick sedan långsamt såga sig ut genom isen och rundade sedan Skagen. Hon passerade genom Engelska kanalen i lugnt väder. Den 18 februari började det dock åter att blåsa upp till storm och hon förlorade större delen av seglen och masterna. Hon reparerades nödtorftigt till sjöss och sökte nödhamn på Lanzarote för reparationer. Därifrån gick resan vidare via New York till Saint Barthélemy dit hon anlände 14 juli 1785. Eftersom orkansäsongen nu börjat förlades hon längst in i viken i Gustavias hamn. Dock kastades hon upp på stranden nedanför Fort Gustav under en orkan natten mellan 24 och 25 augusti 1786, 1 år efter ankomsten till ön. Hon kunde dock bärgas utan större skador.
I april 1787 var det planerat att hon skulle påbörja återresan mot Sverige men bedömdes då vara i så dåligt skick att hon ej skulle klara hemresan över Atlanten. Större delen av däcket var uppruttnat. Hon dög dock som vaktskepp och kom att tjänstgöra som sådant för resten av sin tid.  
1. Karlskrona Avseglade slutet av oktober 1784
2. Matvik, Blekinge
3. Köpenhamn, Danmark
4. Göteborg Anlöpte december 1784, avseglade mitten av december 1784
5. Lanzarote, Spanien Anlöpte 2 mars 1785, avseglade 7 april 1785 (Briggreparationer)
6. New York, USA Anlöpte 23 maj 1785
7. Saint Barthélemy, Västindien Anlöpte 14 juli 1785